# Springer (char)
Pour les articles homonymes, voir Springer.
Le Springer (Mittlerer Ladungsträger Springer - Sd.Kfz. 304) est un petit engin chenillé filoguidé de démolition utilisé par la Wehrmacht lors de la Seconde Guerre mondiale.

## Description
Basé sur le bien connu Kettenkrad du fabricant NSU Werke AG à Neckarsulm, en Allemagne, il a été développé et construit environ 50 véhicules de démolition Springer dans la dernière année de la Seconde Guerre mondiale.
Afin de rendre le véhicule capable de transporter une charge utile plus importante sans la fourche avant de type moto, deux paires de roues de route superposées et entrelacées ont été ajoutées de chaque côté à l'extrémité arrière de l'équipement de roulement . Ceci a eu comme conséquence que le Springer avait trois roues extérieures et trois roues internes. Il était propulsé par le moteur Opel Olympia, qui a également été utilisé pour le Kettenkrad.
Le Springer était un véhicule de démolition. Sa tâche consistait à transporter une charge de 330 kg d'explosifs de haute qualité sous protection blindée vers une cible et de se faire exploser.
Un conducteur, qui pouvait s'asseoir à l'arrière du Springer, conduisait le véhicule à proximité de la cible. L'approche finale et la détonation de la charge étaient contrôlées par un dispositif de télécommande filaire ou sans fil.
Le Springer a montré les mêmes problèmes que les autres véhicules de démolition télécommandés : ils étaient chers et peu fiables. Comme la charge explosive faisait partie intégrante du véhicule, il ne pouvait être utilisé qu'une seule fois.

## Production
Les quantités produites connues sont de 35 exemplaires en novembre et 10 en décembre 1944.

## Survivants
Un NSU Springer est présenté au The Tank Museum au Royaume-Uni. Un autre exemplaire est préservé au musée MM Park à la Wantzenau, près de Strasbourg, en France.